# دعارة قسرية

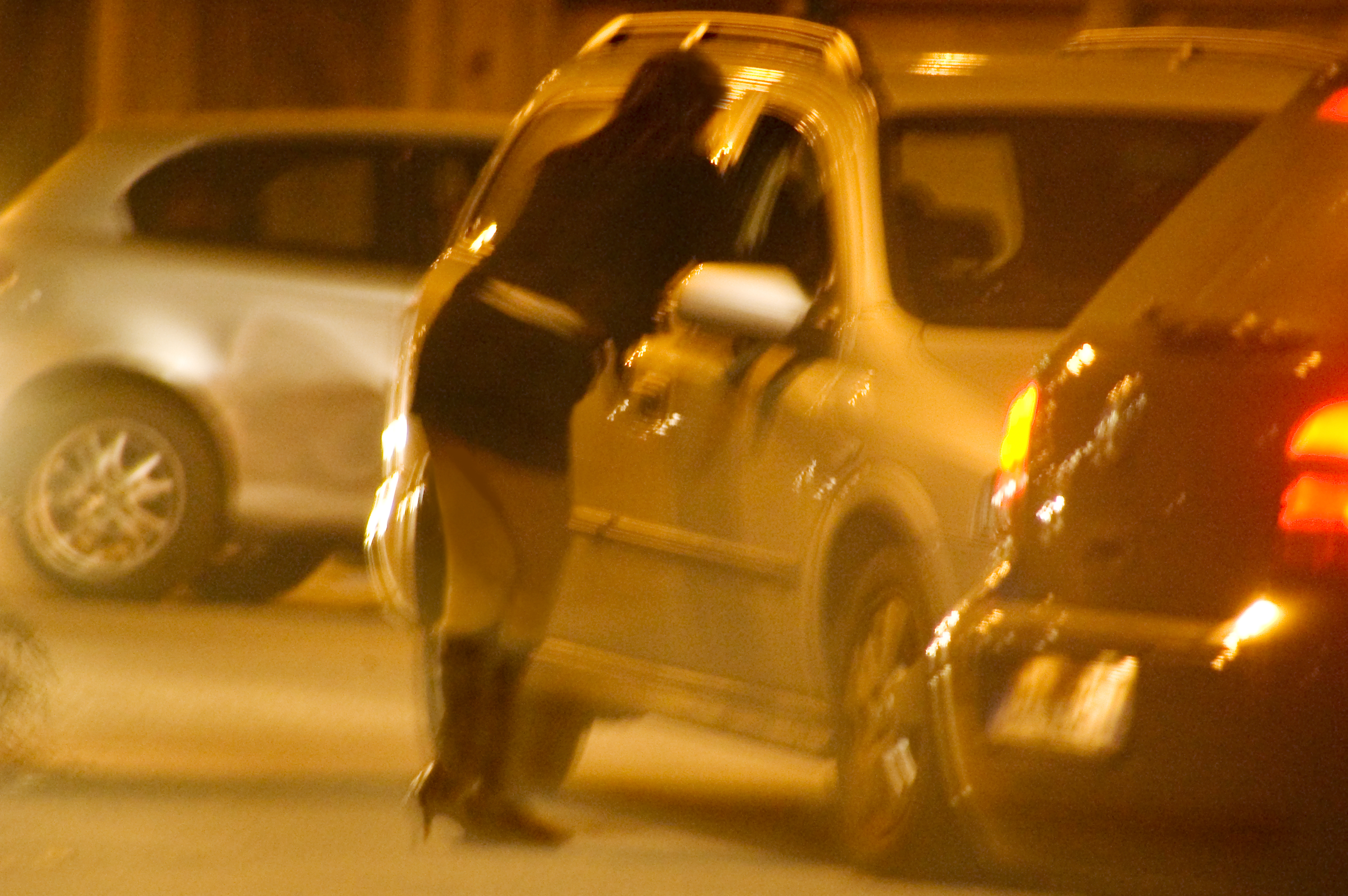

الدعارة القسرية والمعروف أيضا باسم الزنى اللاإرادي، هو استعباد جنسي وفيه يقوم طرف ثالث بإجبار أحد الطرفين على الخوض في العملية الجنسية. مصطلحات مثل الدعارة القسرية (بالإنجليزية: forced prostitution)‏ أو الدعارة الفرضية (بالإنجليزية: enforced prostitution)‏ تجدها في اتفاقيات عالمية ولكن الاتفاقيات غير مطبقة أو ليست مشروحة بطريقة وافية. عموما تُشير الدعارة الجنسية إلى حالات من السيطرة تفرض على شخص ما لإجباره على المشاركة في نشاط جنسي.
تُعد الدعارة القسرية جريمة في حق الإنسان؛ ليس فقط لأنها انتهاك صريح وصارخ لحقوق الإنسان من خلال الإكراه وانما أيضا بسبب الاستغلال التجاري للضحية.
تُعرف الدعارة القسرية أيضا باسم الدعارة غير الطوعية، وهي دعارة أو استرقاق جنسي يحدث نتيجة الإكراه من قبل طرف ثالث. ويبدو أن مصطلحي «الدعارة القسرية» أو «الإكراه على الدعارة» في الاتفاقيات الدولية والإنسانية موجود ولكن لم يُفهما بشكل كاف وطُبقا بشكل غير منسق. أما «الدعارة القسرية» فتُشير إلى ظروف السيطرة على الشخص بالإكراه من جانب آخر بدل الانخراط في نشاط جنسي بشكل مباشر.

## الموقف القانوني
الدعارة القسرية محرمة في القانون العرفي في أرجاء العالم كله، وهذا يختلف عن ممارسة الدعارة طواعيةً والتي ربما تتخذ دول العالم منها مواقف مغايرة وتتراوح تلك المواقف بين الرفض القانوني التام والعقاب بالموت وبين السماح الكامل بها كوظيفة يمكن أن يمارسها الناس بشكل عادي وطبيعي جدا. وبينما تختلف قانونية الدعارة للبالغين من دولة لأخرى، فإن دعارة الأطفال محرمة قانونيا في كل دول العالم تقريبا.
في عام 1949 تبنت الجمعية العامة للأمم المتحدة اتفاقية قمع الاتجار بالأشخاص واستغلال دعارة الغير، وجاءت هذه الاتفاقية بعد عدد من الاتفاقيات التي غطت بعض جوانب الدعارة القسرية بالإضافة لبعض جوانب الدعارة. وقد جرمت الاتفاقية تجارة الدعارة واستمرارية بيوت الدعارة؛ وبحلول شهر ديسمبر من عام 2013 كانت الاتفاقية قد وُقعت من قبل 82 دولة،  ولم توقع العديد من البلدان الاتفافية نظرا لسماح تلك الدول بالتجارة الجنسية قانونيا. فعلى سبيل المثال في دول مثل ألمانيا، هولندا، نيوزلندا، اليونان وتركيا وبعض البلدان الأخرى فإن بعض أشكال الدعارة مسموح بها كوظيفة مهنية.

## دعارة الأطفال
بالنسبة للاطفال فإن استغلالهُم في مثل هذا العمل طبيعياً يعد امراً استغلالياً غير توافقي، لان الأطفال لم يصلوا للسن القانوني ليقدم موافقة قانونية أو إفادة قانونية. في معظم البلدان فإن دعارة الأطفال هو امر غير مقبول قانونياً بغض النظر إذا بلغ الطفل السن الادنى للموافقة.
الدول المشاركة في (البروتوكول الاختياري المتعلق ببيع الأطفال واستغلال الأطفال في الدعارة وفي المواد الإباحية - Optional Protocol on the Sale of Children, Child Prostitution and Child Pornography) يجب ان يحظروا دعارة الأطفال.
وقد عَرف البروتوكول أن الطفل هو كل انسان لم يتجاوز الثماني عشرة عام الا إذا كان عمر البلوغ في اغلب الاعمار في دولة ما مختلف عن السن المنصوص في البروتوكول. وقد دخل البروتوكول حيز التنفيذ في الثامن عشر من يناير لعام 2002، وبحلول ديسمبر لعام 2013 أصبح مائة وست وستون دول طرفاً في هذا البروتوكول ووقع عليه عشر دول أخرى لكن لم تصدق عليه.
وتبنت منظمة العمل الدولية في عام 1999 اتفاقيتها الرابعة (اتفاقية اسوأ اشكال عمل الأطفال - Worst Forms of Child Labour Convention) والتي نصت على ان استغلال أو تعريض الأطفال للدعارة هو اسوأ استغلال ممكن للأطفال في العمل. ونصت الاتفاقية التي تم تبنيها عام 1999 على أن كل الدول التي صدقت على الاتفاقية يجب ان تزيل تلك الممارسة من جذورها فوراً. وتميزت تلك الاتفاقية بأسرع وتيرة من التصديقات في تاريخ المنظمة العالملية للعمالة منذ عام 1919.
وفي الولايات المتحدة، صَنف قانون حماية ضحايا الاتجار والعنف لعام 2000 أي ممارسة جنيسة تجارية قد وقعت بالإجبار أو القوة أو الخداع أو ان الشخص المشارك في تلك الممارسة لم يتجاوز الثمانية عشر سنة كواحده من الاشكال الحادة للاتجار بالاشخاص.
وفي كثير من دول العالم، خاصة الدول الفقيرة منها، تظل مشكلة دعارة الأطفال مشكلة خطيرة، وسياح كُثر من الجانب الغربي في العالم يسافرون لتلك الدول ليمارسوا دعارة الأطفال. فدول مثل تايلاند وكولومبيا والهند والبرازيل والمكسيك قد وجد فيها أن دعارة الأطفال القسري مشكلة رائجة بها.

### الاتجار بالبشر
الاتجارة بالبشر، وبالاخص النساء والفتيات غالباً ما يؤدي إلى دعارة قسرية واستعباد جنسي، وطبقاً لتقرير قدمه مكتب الامم المتحدة المعني بالمخدرات والجريمة UNODC ، فإن اغلب ضحايا الاتجار بالبشر يكون وجهتهم دولياً تايلندا كوريا الجنوبية اليابان إسرائيل بلجيكا نيوزلندا ألماينا إيطاليا تركيا والولايات المتحدة الأمريكية. بينما يكون اغلب الضحايا قادمة من تايلندا الصين نيجيريا البانيا بلغريا بيلاروس ملدوفا واوكرانيا.
وبعد المؤتمر الدولي الأول لمنع الاتجار بالنساء والذي أقيم بباريس في عام 1885 أطلق عدداً من المبادرات للحد من تجارة البشر وبالاخص النساء المستخدمين في تجارة الجنس.
وفي تقرير مكتب الامم المتحدة المعني بالمخدرات والجريمة UNODC الصادر لعام 2010 فقد قُدر ان حوالي 79% من ضحايا الاتجار بالبشر يتم استخدامهُم في الدعارة القسرية، بينما 18 % يجبرون على العمل، و3% يتم توجيهم في اشكال مختلفة من الإجبار وسلب الحريات.وفي شهر سبتمر من عام 2011 قامت المفوضة الأوروبية بتقدير أن حوالي 75% من ضحايا الاتجار بالبشر يستخدمون في الدعارة القسرية.
وبسبب الطبيعة الغير قانونية للدعارة وبسبب الاساليب المختلفة المستخدمة في فصل الدعارة القسرية من الدعارة الطوعية، ولذا فإنهُ من الصعب تقدير مدى انتشار تلك الظاهرة.
وطبقاً لتقرير اصدرته وزارة الخارجية للولايات المتحدة الأمريكية فقد صرحت وزارة الخارجية بأن سنوياً ما بين 600 ألف و800 ألف شخص يتم الاتجار بهم خلال الحدود الوطنية وذلك لا يشمل ملايين الذين يتم الاتجار بهم خلال دولتهم نفسها. وحوالى 80 % من الضحايا متعددي الجنسيات هُم من النساء والفتيات وأكثر من نصف الفتيات هُم من القاصرين، كما أن اغلبية المتاجر بهم يتم الدفع بهم إلى تجارة الدعارة القسرية وجاء هذا ضمن بحث قد دعمته حكومة الولايات المتحدة الأمريكية خلال عام 2006.
وضمن تقرير قدمته المفوضية الاوروبية وجد انه بين عامين 2010 و2013 ما يقرب من حوالي 30146 شخصاً تم تسجيله كضحية لعملية متاجرة بشرية في 28 دولة من دول الاتحاد الأوروبي ومن ضمن تلك الحالات وجدوا ان حوالي 69% كانوا ضحايا الدعارة القسرية.
وفي عام 2004 ادعت المجلة الشهيرة (ذي ايكونيمست- The Econmist) أنه نسبة صغيرة فقط من العاهرات يجبرون على هذا العمل رغماً عنهم.
وقامت الصحفية الشيرة اليزابيث – Elizabeth Pisani الاحتجاج ضد هستريا الاتجار البشري قبل احداث رياضية مثل كاس العالم لكرة القدم.
البرتوكول الداعي لمنع وهدم ومعاقبة المتاجرة بالبشر وخاصة النساء والاطفال، هو برتوكول مقدم من قبل الامم المتحدة يناهض الجرائم المنظمة متعددة الجنسيات وتعرف الاتجار بالبشر على أنه تجنيد نقل وحجز الافراد تحت التهديد أو باستخدام القوة أو أي اسلوب اخر من اساليب الإجبار أو الخطف أو الخداع أو اساءة استعمال السلطة أو استغلال ضعف الضحية أو إعطاء أو تلقي مدفوعات أو مزايا لاستلام موافقة ضمنية من الشخص لتحقيق السيطرة الكاملة على شخص اخر، وذلك بغرض الدعارة.ولهذا السبب فإن التهديد أو الإجبار أو استعمال القوة ليس ضرورياً لاعتبار الامر اتجاراً بالبشر فاستغلال حاجة الاشخاص الاخرين أو معرفة نقاط ضعفهم واستغلالها مثل الحاجة المادية أو الجنسية كافية لاعتبار الامر اتجارا بهم. المحامية البنغلدشية سيجما هدى -Sigma Huda ‏ هي اخبارية خاصة بالامم المتحدة ومختصة في موضوع الاتجار بالبشر، لاحظت أنهُ في اغلب الامر فإن الدعارة في العالم كله غالباً تعد اكتر ممارسات الاتجار بالبشر اماناً. ولكن منظمة حماية الطفل ترى أن الاتجار والدعارة أمرين مختلفين. ومع ذلك فالامر محل جدل وارتباك فعندما نتكلم عن الدعارة فهي انتهاك صريح لحقوق الإنسان لكلا من النساء البالغات والفتيات القاصرات، ولكنه مع ذلك يقف على قدم مساوية للدعارة القسرية. ومن تلك النقطة نجد ان الاتجار بالبشر والدعارة يندمجان سوياً.

### طواعية الدعارة في مقابل الدعارة القسرية
وحين يتعلق الامر بالدعارة فإن ثلاثة مصصطلحات عالمية يتواجدوا الا وهم: الابطالية وهذا حين تعتبر العاهرة ضحية ومصطلح الدعارة النظامية وهذا حين تعتبر العاهره موظفة واخر حين تعتبر العاهرة مجرمة.وحالياً يتواجد تلك المطلحات كاراء بين دول العالم الغربي.
فبالنسبة لمؤيدي الرأي الأول فان الدعارة دائمًا ما تكون بالإجبار والاسترقاق. فهم يتناقشون حول ان معظم العاهرات مجبرون على هذا العمل سواء عن طريق قواد يدفعهم للامر أو بالاتجار أو بصورة غير مباشرة بسبب الفقر أو إدمان المخدرات أو بسبب مشاكل شخصية أخرى وهذا ما قد تم مناقشته من قبل مناهضي حركات النسوية المعرفوين في العقود الاخيرة مثل اندرا دوركين Andrea Dworkin وميليسا فارلى -Melissa Farleyوكاثرين ماكينون - Catharine MacKinnon. ويليام انجل وجد ان معظم العاهرات قد تم اجبارهم على الوظيفة اما عن طريق الفقر أو نقص التعليم أو البطالة. كاثلين بيري ناقشت انه يجب ان يكون هناك حد فاصل بين الحرية والإجبار على ممارسة الدعارة ، وقال فرنسس جرين ان مبدأ حرية الاختيار عند العاهرات في الحقيقة هو مبدأ نسبي خاصة في مجتمع لا يوجد فيه مساواة بين الجنسين، وملخص الحوار فان مؤيدوا تلك الفكرة يرون بان الدعارة هي فعل يؤثر عقلياً وعاطفياً وجسدياً بصورة تدميرية على المراة المشاركة في هذا الفعل وانه لابد من منع الدعارة.ففي دول مثل السويد والنرويج وايسلندا  وضعت قوانين تجرم عملاء الدعارة وليس العاهرات أنفسهم.
وعلى النقيض نجد من يرى ويفضل تقنين الدعارة ولا يعتبر المراة المشاركة في العمل ضحية ولكنها لها حرية الاختيار حيث انها امراة حرة ومستقلة ويجب احترام قرارها.ماريسكا ماجور، عاهرة سابقة ومؤسسة مركز معلومات الدعارة، من أمستردام، اعلنت انه في نظرهم ان الدعارة هي مهنة وانها وسيلة لجمع الاموال وانه لابد ان نكون واقعين.... فالدعارة ليست سيئة وإنما تكون سيئة فقط حيت تمارس عكس ارادة الشخص المشارك في ذلك الفعل. وانه اغلب النساء يصنعون قرارهم بأنفسهم غير مجبرين على هذا. فبالنسبة لمؤيدي تقنين الدعارة، فإن الدعارة لابد ان تعتبر فعلا قانونياً والذي لابد ان يتم تقنينه وتنظيمه. وذلك لحماية العاملين فيه واعطائهم حقوقهم ومنع سوء معاملتهم. والعاهرات يجب ان يعاملوا كموظفي جنس ويجب ان يتمتعوا بحقوقهم مثل باقي اصحاب الوظائف الأخرى.
إن الميثاق العالمي لحقوق البغايا (1985)، الذي صاغته اللجنة الدولية لحقوق البغايا، ينادي بوجوب منع تجريم كل جوانب الدعارة ما دام تمت مارسته من قبل البالغين والذين اختاروا تلك الوظيفة بناءاً على قرارهم الشخصي. ومنذُ منتصف السبعينات فإننا نجد ان موظفين الجنس خلال العالم اصبحوا أكثر نظاماً ويطالبون بمنع تجريم الدعارة ويطالبون ان يكونوا مساوون للوظائف الأخرى في الحماية تحت مظلة القانون وتحسين ظروف عملهم والحق في دفع الضرائب والسفر والحصول على الفوائد الاجتماعية مثل المعاشات وكنتيجة لاراء مثل تلك عن الدعارة فدول مثل ألمانيا وهولندا ونيوزيلندا قد قننت الدعارة بالكامل. فالدعارة تعتبر وظيفة مثلها مثل أي وظيفة أخرى.
وفي اطار فهمنا للتفرقة بين مجال الجنس والدعارة القسرية فإن منظمة مؤسسات المجتمع المفتوح نصت على ما يلي أنه يجري العمل الجنسي بواسطة البالغين الراشيدين حيث لا يشكل فعل بيع أو شراء الخدمات الجنسية انتهاكاً لحقوق الإنسان.

### التمييز القانوني
التمييز القانوني ساري على كل من يعمل في مجال الدعارة اما بارادته أو رغماً عنه.
في الماضي الجرائم كانت تشمل العنف ضد المراة فتلك الجرائم عندما تحدث مع العاهرات لا تؤخذ على محمل الجد قانونياً. على الرغم من افعال مثل العنف ضد المراة فإن خطوات لابُد من اتخاذها ضد المرتكب للحد من ذلك السلوك في المجتمع. فلا يزال هناك تحيز جنسي متاصل بالطريقة التي يتعامل بها القانون مع تلك القضايا. فالعنف القائم على نوع الجنس يشكل شكلاً خطيراً من اشكال التمييز والتي تخللت من خلال شقوق كثيرة في النظام القانوني بالولايات المتحدة الأمريكية. وسقطت تلك الجهود بسبب عدم وجود حماية دستورية للمراة ضد هذا التمييز.
ونادراً ما يوجد ادلة، فوفقاً لما تقدمه الشرطة، عندما يقبض على رجل نتيجة لادعاء عاهرة انها جريمة قائمة على اساس الجنس. ولكن، هناك فروقات كبيرة وواضحة بين عدد من يلقى عليهم القبض من العاهرات ومن يلقى بالقبض عليهم من الرجال المقبوض عليهم في مسرح الحدث. في حين أن 70 في المئة من الاعتقالات المتصلة بالدعارة هي من النساء، فإن 10 في المئة فقط من الاعتقالات ذات الصلة هم من الرجال / العملاء. وبغض النظر إذا كانت الفتاة أو إمراة اما تحت السن القانوني أو اجبرت على الدعارة فانها غالباً ما يتم القبض عليها ويتم القاء اللوم على الضحية بدلا من تقديم الامدادات والمساعدة. فالرجال الذين يقبض عليهم والمشاركين في الدعارة الغير قانونية مع عاهرات قادرين على الدفع ليخرجوا من السجن في حين ربما لا تتمكن العاهرات من الدفع. وهذا ينتج عنه دورة من العنف ضد المراة، بما ان نواتج الموقف كله تصب في مصلحة الرجل. ولنتناقش حول أحد الحالات، وهي فتاة تبلغ من العمر ثماني عشر عاماً في ولاية اوكلاهوما اتهمت بالمشاركة في الدعارة على الرغم من انه تم معرفة ان الفتاة كانت ضحية من قبل لعملية اتجار بالبشر. فذلك مثال عن ان تجريم الدعارة غالباً يؤدي ان يتم القبض على النساء مرات متعددة بسبب حقيقة انهم يعاقبوا ويقبض عليهم على الرغم من كونهم ضحية الموقف.الفتيات والنساء صغار السن أكثر عرضة للقبض عليهم في عمليات الدعارة أكثر من الصبية عامة، والضحايا النساء لعمليات الاتجار بالبشر ينتهي بهم المطاف بالقبض عليهم مرات متعدده ويتم تسجيلهم كمجرمي جنس. ويعد ضعف الحاقهم باعادة التاهيل بعد معاناتهم والمرور بتجربة الدعارة القسرية عاملاً قوياً ومساهماً في دوائر كثيرة ن المطاردة والسجن والتي يعاني منها كثير من النساء الذين يتم اقحامهم في الدعارة.
يعد قانون المساواة بين الجنسين أو تعديل الحقوق المتساوية تعديل مقترح على دستور الولايات المتحدة لم يتم التصديق عليه بعد. ومن شأن ذلك أن يؤكد عل المساواة في القانون سيتم تنفيذها بغض النظر عن الجنس. ومن شأن هذا التعديل أن يتيح للعاملين في مجال الجنس وضحايا الاتجار بالبشر أن يكون لهم نفوذ قانوني عندما يتعلق الأمر بالتناقضات في كيفية مقاضاة الرجال والنساء (العملاء والبغايا). ويرجع ذلك إلى حقيقة أن هناك أسباباً قانونية تدعو إلى عدم المساواة في المعاملة القانونية بسبب الجنس، وهو ما لا يحظره الدستور الأمريكي حالياً وعلى الرغم من وجود قوانين وقوانين أخرى تحمي من التمييز على أساس مجموعة متنوعة من الفئات والهويات، فإنها غالباً ما تكون غير كافية بما فيه الكفاية، وتوجد بها ثغرات، ولا توفر حماية كافية. وهذا يربط النسوية الليبرالية والنهج الفردي الذي يأتي مع هذه النظرية. ويعتقد النسويون الليبراليون أنه ينبغي أن تكون هناك مساواة بين الجنسين، وينبغي تحقيق ذلك من خلال الحقوق القانونية المتساوية، والتعليم المتساوي، والنساء المؤمنون بان لديهم قيمة حقيقية لنفسه البشرية. وتركز هذه النظرية على المساواة على مستوى أكثر فردية كما يفترض أن تعيد النظر في النظم القانونية نفسها أو نظم النوع الاجتماعي، تماماً مثلما يعمل قانون المساواة بين الجنسين من أجل المساواة بين الجنسين ضمن نظام قائم.

### الموقف العالمي

#### أوروبا
في أوروبا، منذ سقوط الستار الحديدي، تم تحديد بلدان الكتلة الشرقية السابقة مثل ألبانيا ومولدوفا وبلغاريا وروسيا وبيلاروس وأوكرانيا باعتبارها الدول الرئيسية المصدرة للاتجار بالنساء والأطفال. وكثيرًا ما تجذب الشابات والفتيات إلى البلدان الأكثر ثراء بوعود المال والعمل ثم تنخفض إلى الاسترقاق الجنسي. وتشير التقديرات إلى أن ثلثي النساء المتاجر بهن لأغراض الدعارة في جميع أنحاء العالم يأتون سنويًا من أوروبا الشرقية والصين ثلاثة أرباعهم لم يعملوا أبدًا كعاهرات من قبل. الوجهات الرئيسية هي بلجيكا وهولندا وألمانيا وإيطاليا وتركيا والشرق الأوسط (إسرائيل والإمارات العربية المتحدة) وآسيا وروسيا والولايات المتحدة.

#### الأمريكتين
وفي المكسيك، تقوم العديد من المنظمات الإجرامية بإغراء النساء واستغلالهن واستخدامهن في بيوت الدعارة. وبمجرد أن تصبح النساء غير مجدية للمنظمات، غالباً ما يقتلن. وكثيرًا ما تركز المنظمات الإجرامية على الفتيات الفقيرات والعاطلات عن العمل، وتغتنمهن عن طريق عروض العمل (الوظائف العادية) التي تتم عن طريق اللوحات الإعلانية والملصقات التي توضع في الشوارع. في بعض المدن، مثل مدينة Ciudad Juárez، فهناك درجة عالية من الفساد على جميع المستويات على السلم الاجتماعي (الشرطة والمحاكم...) مما يجعل من الصعب مكافحة هذا النشاط الإجرامي. فالفنادق حيث يتم فيها الإبقاء على النساء والتي تكون معلومة للشرطة لا يتم المساس بها فلا تغلق ولا يتم مهاجمتها من قبل الشرطة ولا يتم التحقيق بشان نشاطها. وتحاول بعض المنظمات غير الحكومية الحول دون تلك النشاطات ولكن دون نجاح كبير مثل Nuestras Hijas de Regreso a Casa A.C . في الولايات المتحدة، في عام 2002، اعادت وزارة الخارجية الأمريكية تقديرات سابقة لوكالة الاستخبارات المركزية أنه في كل عام، يتم جلب حوالي 50,000 امرأة وطفل ضد إرادتهم إلى الولايات المتحدة للاستغلال الجنسي. وقال وزير الخارجية السابق كولن باول "إن ضحايا الاتجار بالبشر يتواجدون في ظروف غير إنسانية وفي الخارج، في بيوت الدعارة، والستائر، والحقول، وحتى في المنازل الخاصة. وبالإضافة إلى الضحايا المتجر بهم دولياً، يضطر المواطنون الأمريكيون أيضاً إلى ممارسة الدعارة. ووفقاً للمركز الوطني للأطفال المفقودين والمستغلين، فإن 100٫000 إلى 293٫000 طفل معرضون لخطر تحولهم إلى سلع جنسية.

#### الشرق الأوسط
وتهرب نساء أوروبا الشرقية إلى عدة بلدان في الشرق الأوسط، بما في ذلك تركيا والإمارات العربية المتحدة وحتى عام 2004، كانت إسرائيل مقصداً للاتجار بالبشر في صناعة الجنس.
وهناك عدد كبير من النساء العراقيات الفارين من حرب العراق يتجهن إلى الدعارة، في حين يتم الاتجار بالبعض الآخر في الخارج، إلى بلدان مثل سوريا والأردن ومصر وقطر والإمارات العربية المتحدة وتركيا وإيران. وفي سوريا وحدها، أصبح ما يقدر ب 50,000 من الفتيات والنساء العراقيات اللاجئات، وكثير منهن أرامل، من البغايا. وقد ساعدت العاهرات الرخيصة في جعل سوريا وجهة شعبية للسائحين الجنس. وتقدم أسعار عالية للعذراوات.

#### اسيا
وفي آسيا، تعتبر اليابان المقصد الرئيسي للنساء المتاجر بهن، ولا سيما من الفلبين وتايلند. وقد صنفت وزارة الخارجية الأمريكية اليابان على أنها إما «المستوى 2» أو بلد «فئة المراقبة 2» كل عام منذ عام 2001 في تقاريرها السنوية عن الاتجار بالأشخاص. ويعني كلا التقييمين أن اليابان كانت (بدرجة أكبر أو أقل) غير ممتثلة تمامًا للمعايير الدنيا للقضاء على الاتجار بالبشر. واعتباراً من عام 2009، يتم الاتجار بما يتراوح بين 200٫000 و400٫000 شخص من خلال جنوب شرق آسيا، ومعظمهم من أجل الدعارة. ومن الشائع أن يتم جذب النساء التايلانديات إلى اليابان وبيعها إلى بيوت الدعارة التي يسيطر عليها ياكوزا حيث يجبرن على العمل من سعرهن. وعلاوة على ذلك، فإن التحيز وعدم وجود أفعال مناهضة للتمييز في اليابان غالباً ما يدفعان إلى الدعارة القسرية.
وفي كمبوديا فهناك ما لا يقل عن الربع في كل 20 الف شخص من العاملين في الدعارة من الأطفال الذين لا يتجاوز عمرهم الخمس سنوات. في أواخر التسعينيات، قدرت اليونيسف أن هناك 60٫000 طفل بغايا في الفلبين، ووصفن بيوت الدعارة في مدينة أنجلس بأنها «سيئة السمعة» لتقديم الجنس مع الأطفال.
وتشير التقديرات إلى أنه خلال العقد الماضي، يتراوح عدد الفتيات اللاتي يتم الاتجار بهن من نيبال كل 6000 إلى 7000 فتاة كل عام. ولكن هذه الأرقام ارتفعت مؤخراً بشكل كبير. والأعداد الحالية للفتيات اللواتي يتم الاتجار بهن خارج البلد هي الآن 10٫000 إلى 15٫000 فتاة سنوياً. ويزداد هذا تعقيداً، إذ تشير وكالة المخابرات المركزية الأمريكية إلى أن معظم الفتيات المتجر بهن يستحقن حالياً، في فترة عملهن كعمل في مجال الجنس، حوالي 250 ألف دولار أمريكي في سوق تجارة الجنس.

#### كوريا الشمالية
وتشارك دولة كوريا الشمالية في الدعارة القسرية. فالفتيات اللاتي يبلغن من العمر 14 عامًا يصوغن للعمل في ما يسمى kippŭmjo. ليس كل من يذهب ل kippŭmjo يعمل بالدعارة فإن المصدر المستخدم غير واضح فيما إذا كانت النساء البالغات فقط مكلفات بالدعارة، أو ما إذا كان هناك دعارة للأطفال. فالنشاطات الأخرى لهذا المكان تشمل المساج والغناء والرقص شبه عارين. ووفقا لنفس المصدر الصادر في نيسان / أبريل 2005، فإن «60 إلى 70 في المائة من المنشقين من كوريا الشمالية [في جمهورية الصين الشعبية] من النساء، و70 إلى 80 في المائة منهن ضحايا للاتجار بالبشر». وتعاقب السلطات الكورية الشمالية بشدة أو حتى تقتل البغايا العائدين وتقتل أبنائهن الصينيين المولودين وغير المولودين على حد سواء.

### التاريخ

#### ألمانيا النازية
تم تأسيس بيوت الدعارة العسكرية الألمانية من قبل الرايخ الثالث خلال الحرب العالمية الثانية في معظم أنحاء أوروبا المحتلة ليستخدمها جنود الجيش الألماني والجنود. وبيوت الدعارة تلك كانت تبنى لهم، ولكن في الغرب ، كان احياناً يستعملوا الموجودة بالفعل وكانوا يستخدمون مباني أخرى موجودة. حتى عام 1942، كان هناك حوالي 500 من بيوت الدعارة العسكرية من هذا النوع في أوروبا التي تحتلها ألمانيا. وكثيرًا ما كانت هذه المرافق تستخدم في الفنادق المصادرة وتحت حراسة القوات المسلحة للنازية، وهي تستخدم لخدمة الجنود المسافرين وأولئك الذين انسحبوا من الجبهة. ووفقا للسجلات، اضطر ما لا يقل عن 34٫140 امرأة أوروبية للعمل كمومسات أثناء الاحتلال الألماني لبلدانهن مع النساء المعتقلات للعمل ببيوت الدعارة. في كثير من الحالات في أوروبا الشرقية، اختطفت النساء في شوارع المدن المحتلة بواسطة الجيش الألماني والشرطة اثناء دورياتها. في الحرب العالمية الثانية، أنشأت ألمانيا النازية بيوت الدعارة في معسكرات الاعتقال لخلق حافز للسجناء للتعاون، على الرغم من أن هذه المؤسسات كانت تستخدم في معظمها من قبل kapos «موظفو السجناء» والعنصر الإجرامي، لأن السجناء العاديين، الذين يعانون من الكآبة والهزال، عادة ما يكونون، وهنينين جداً وحذرين من التعرض لخطط سرب الحماية Schutzstaffel. في نهاية المطاف، لم تنتج بيوت الدعارة في المخيم أي زيادة ملحوظة في مستويات إنتاجية عمل السجناء، ولكنها بدلاً من ذلك، أنشأت سوقاً للتنافس بين كبار الشخصيات في المخيمات. وجاءت النساء اللاتي أجبرن على هذه بيوت الدعارة أساساً من معسكر الاعتقال رافنسبروك باستثناء معسكر أوشفيتز، التي تستخدم سجناءها. وبالاشتراك مع بيوت الدعارة العسكرية الألمانية في الحرب العالمية الثانية، تشير التقديرات إلى أن ما لا يقل عن 34,140 سجينة أجبروا على الاسترقاق الجنسي خلال الرايخ الثالث.

#### نساء الراحة - comfort women
نساء الراحة هي تعبير عن النساء العاملات في بيوت الدعارة العسكرية، وخاصة من قبل الجيش الياباني خلال الحرب العالمية الثانية. ويقدر أن ما يقرب من 200,000 شخص قد شاركوا، مع تقديرات منخفضة تصل إلى 20,000 من بعض العلماء اليابانيين وتقديرات تصل إلى 410,000 من بعض العلماء الصينيين ولكن الخلاف حول الأرقام الدقيقة لا يزال قيد البحث والمناقشة. وقد ذكر المؤرخون والباحثون أن الغالبية كانت من كوريا والصين واليابان والفلبين ولكن النساء من تايلاند وفيتنام وماليزيا وتايوان واندونيسيا وتيمور الشرقية وغيرها من الأراضي التي تحتلها اليابان تستخدم أيضاً في «محطات الراحة». وكانت المحطات تقع في اليابان والصين والفلبين وإندونيسيا ثم مالايا وتايلاند ثم بورما ثم غينيا الجديدة وهونغ كونغ وماكاو ثم ما كان وقت ذلك اندونسيا الفرنسية.
ويقال إن شابات من بلدان خاضعة للسيطرة الإمبراطورية اليابانية اختطفن من منازلهن. وفي بعض الحالات، جندت النساء أيضاً للعمل في الجيش، وقد تم توثيق أن الجيش الياباني نفسه جند النساء بالقوة. ومع ذلك، ذكر المؤرخ الياباني إيكوهيكو هاتا أنه لم يكن هناك تجنيد إجباري منظم لنساء المتعة من قبل الحكومة اليابانية أو الجيش الياباني.
ولا يزال عدد وطبيعة نساء الراحة اللواتي يخدمن الجيش الياباني خلال الحرب العالمية الثانية موضع نقاش نشط، ولا تزال المسألة سياسية للغاية في كل من اليابان وبقية بلدان الشرق الأقصى في آسيا.
وكان العديد من بيوت الدعارة العسكرية يديرها عملاء خاصون وتشرف عليهم الشرطة الكورية. بعض المؤرخين اليابانيين، باستخدام شهادة نساء الراحة السابقة، وجادل بأن الجيش الياباني الإمبراطوري والبحرية كانت إما بشكل مباشر أو غير مباشر تشارك في الإكراه، وخداع، وإغراء، وأحياناً اختطاف الشابات في جميع أنحاء المستعمرات الآسيوية في اليابان والأراضي المحتلة.

### مواقف دينية
في جنوب الهند وولاية أوديشا الهندية الشرقية، ديفاداسي هو ممارسة الدعارة الهيرودوليك، مع أشكال عرفية مماثلة مثل باسافي، وينطوي على تكريس الفتيات المراهقات قبل الوالدة والشابات من القرى في طقوس الزواج إلى الإله أو معبد، الذين يعملون بعد ذلك في المعبد ويعمل كدليل الروحي والراقصين والبغايا خدمة المصلين الذكور في المعبد. وتقول هيومن رايتس ووتش إن ديفيداسيس يضطر إلى هذه الخدمة، وعلى الأقل في بعض الحالات، لممارسة الدعارة لأعضاء الطبقة العليا.
وقد سنت العديد من حكومات الولايات في الهند قوانين لحظر هذه الممارسة قبل استقلال الهند ومؤخراً. وهي تشمل قانون بومباي ديفداسي، 1934، وقانون مدراس (منع التفاني) مادراس، 1947، وقانون كارناتاكا ديفداسي (حظر التفاني) لعام 1982، وقانون أندرا براديش ديفداسي (حظر التفاني)، 1988. ومع ذلك، يستمر التقليد في بعض مناطق الهند، ولا سيما ولايتي كارناتاكا وأندرا براديش.